# Páramita

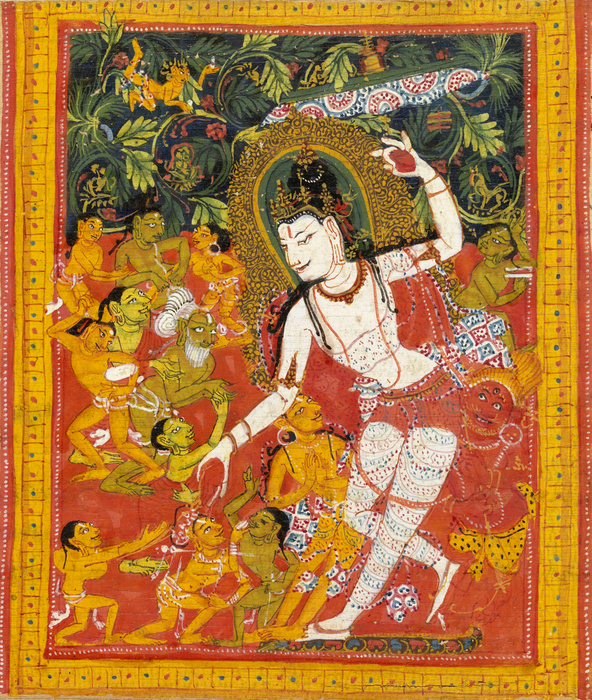
Egy bódhiszattva az összes érző lény érdekében cselekszik – pálmalevélre készült kézirat. Nálanda, Bihár, India

A páramita (páli; szanszkrit; dévanágari: पारमिता) vagy páramí (páli) a buddhizmusban olyan fogalom, amelyet a "tökéletességre" vagy a "teljességre" használnak. A páramiták bizonyos erények összegyűjtését vagy tökéletessé tételét jelentik. Ezek az erények a tisztulás egy módját jelentik a tisztító karma (cselekedet) révén, amely segíti a gyakorlót az akadályoktól mentes életben, amíg el nem éri a megvilágosodást.

## Théraváda buddhizmus
A théraváda buddhizmus páramitákról szóló tanítása megtalálható a késői kanonikus könyvekben és poszt-kanonikus magyarázószövegekben.

### Kanonikus források
A páli kánonban lévő Buddhavamsza A tíz tökéletesség (dasza páramijo) a következőkből áll (eredeti páli kifejezések):
1. Dána párami: nagylelkűség, önzetlenség
2. Szíla párami: erény, moralitás, helyes viselkedés
3. Nekkhamma párami: lemondás
4. Panná párami: transzcendentális bölcsesség, belső látás
5. Vírja (vagy vírija) párami: energia, szorgalom, életerő, erőkifejtés
6. Khanti párami: türelem, tolerancia, elfogadás, kitartás
7. Szaccsa párami: igazságosság, becsületesség
8. Adhitthána (adhitthana) párami: elszántság, határozottság
9. Metta párami: szerető kedvesség
10. Upekkha (vagy upekhá) párami: derűs egykedvűség

Két erény a listáról – metta és upekkha – egyben a négy mérhetetlen (brahma-vihára) közé is tartozik.

### Története
A páramitákról szóló tanítások fellelhetőek a kanonikus könyvekben (Dzsátaka, Apadána, Buddhavamsza, Csarijápitaka) és poszt-kanonikus magyarázószövegekben, amelyekkel később egészítették ki a páli kánont. Ezért ezek nem tartoznak a théraváda buddhizmus eredeti tanításai közé. A Szutta-pitaka legrégebbi részei (például MN, DN, SN és az AN) egyszer sem említi a páramitákat kategóriaként (ugyanakkor egyesével megemlítésre kerülnek).
Néhány tudós szerint a páramiták félig a mahájána tanításba tartoznak, amely csak később került be a szövegekbe, mert az tetszett a világi embereknek – így próbálták népszerűsíteni a vallásukat. Azonban ezek a nézőpontok csupán a mahájána korai tudományos feltételezésén alapulnak – a vallásos elhivatottságon és, hogy a világi embereknek tetszen. A közelmúltban a tudósok egyre mélyebben kezdték el tanulmányozni a korai mahájána írásokat, amelyek aszkéta színezetűek és a szerzetest arra ösztönzik, hogy a legideálisabb az erdőben élnie. Ezért a páramiták gyakorlata közelebb áll az aszkéta hagyományokhoz, mint például a sramana.

### A hagyományos gyakorlat
Bodhi (2005) állítása szerint a legkorábbi buddhista szövegekben (az ő megállapítása szerint az első négy nikája), azok haladtak a nemes nyolcrétű ösvényen, akik keresték, miképp szüntethetnék meg a szenvedést. Idővel egy háttértörténet keletkezett a Buddha újjászületéséről. Ennek kapcsán vált a tíz tökéletesség gyakorlata a bódhiszattva (páli: bódhiszatta) útjává.  A következő évszázadokban a páramikat a gyakorlók egyre fontosabbnak tekintették a buddhaság és arhatság eléréséhez.  Ezt Bodhi (2005) így összegzi:
Fontos megjegyezni, hogy a théraváda hagyomány megalapításakor a páramikat nem tekintették olyan tannak, amely fontos lehet egyedül a buddhaságra pályázók számára. Olyan gyakorlat volt, amit a megvilágosodás és szintelérés érdekében végeztek – legyen az a szint buddha, paccsekubuddha, vagy szrvaka (tanítvány).

## Mahájána buddhizmus
A mahájána buddhizmusban a Pradnyápáramita szútrák, a Lótusz szútra (szanszkrit: Szaddharma Puṇḍarka szútra), és még sok egyéb szöveg a következő hat tökéletességet tartalmazza (eredeti szanszkrit kifejezések):
1. Dána páramitá: nagylelkűség, odaadás (kínai, koreai és japán 布施波羅蜜; wylie, szbjin-pa)
2. Síla páramitá : erény, moralitás, fegyelem, helyes viselkedés (持戒波羅蜜; csul-khrimsz)
3. Ksánti (kshanti) páramitá : türelem, tolerancia, kitartás, elfogadás (忍辱波羅蜜, bzod-pa)
4. Vírja páramitá : energia, szorgalom, életerő, erőkifejtés (精進波羅蜜, brtszon-’grusz)
5. Dhjána páramitá : egypontú koncentráció, kontempláció (禪定波羅蜜, bszam-gtan)
6. Pradnya páramitá : bölcsesség, belső látás (般若波羅蜜, sesz-rab)

## Tibeti buddhizmus
A tibeti és a mahájána buddhizmus gyakorlói két gyakorlati útvonal közül választhatnak: a tökéletesítés ösvényét (szanszkrit:pāramitāyāna) vagy a tantra ösvényét (szanszkrit:tantrajána), amely a vadzsrajána.

## Külső hivatkozások
- Renunciation – T. Prince (angolul)
- Lama Zopa Rinpochen nézőpontja a hat tökéletességről Archiválva 2015. január 7-i dátummal a Wayback Machine-ben (angolul)
- Zen nézőpont a hat tökéletességről (angolul)
- A hat tökéletesség, kínai buddhista weboldal (angolul)
- Théravada buddhista dhamma beszélő album: "Tíz páramitá (Suc 06)" – Ajahn Sucitto (angolul)